# 秘龍屬
秘龍屬是雙足的草食性恐龍，屬於獸腳亞目鐮刀龍超科，生活於上白堊紀的蒙古國，約9300萬年前。
正模標本（編號IGM 100/84）是在1979年發現於蒙古國東南部的巴彦思楞組（Bayan Shireh Formation），地質年代約9800萬到8930萬年前，相當於白堊紀晚期的森諾曼階到土侖階。化石是一個部分身體骨骼，包含一個接近完整的骨盆，只缺少部分右坐骨。
模式種是蒙古秘龍（E. mongolensis），是在1983年由瑞欽·巴思缽（Rinchen Barsbold）與Altangerel Perle所描述、命名。屬名在古希臘文意為「神秘的蜥蜴」，意指其神秘、獨特的骨盆形狀，當時對於鐮刀龍超科的研究資料並不多。種名則是以化時發現處的蒙古國為名。
秘龍被估計比近親死神龍為大，身長約有5到7公尺長、3公尺高，體重約1公噸重。坐骨前端的的坐骨突（Obturator process）低矮、水平方向延長。
秘龍最初被歸類於獨自的秘龍科（Enigmosauridae），之後被先後歸類於慢龍科（Segnosauridae）、鐮刀龍科。在2010年，林賽·札諾（Lindsay Zanno）提出秘龍是鐮刀龍超科的原始物種。